# Nebitzschen
Nebitzschen ist ein Ortsteil der sächsischen Kleinstadt Mügeln im Landkreis Nordsachsen.

## Geographie

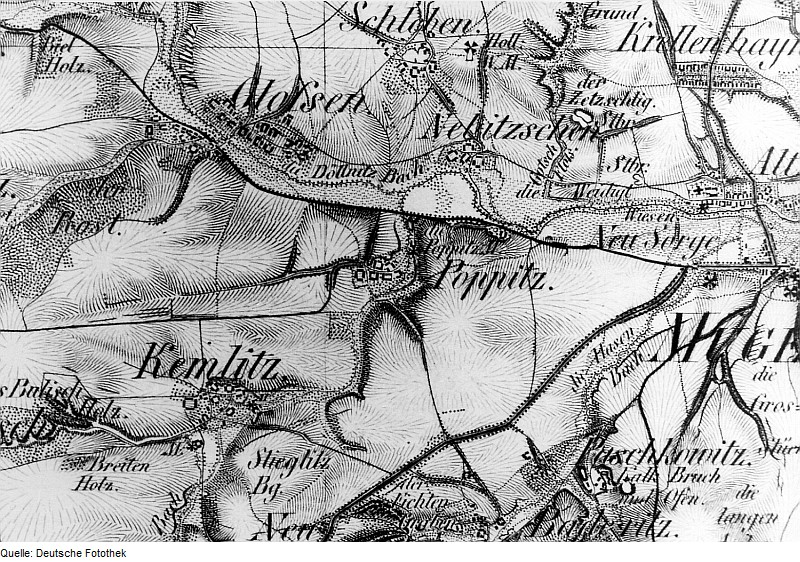
Nebitzschen auf der Oberreitschen Karte (1839/40)

Nebitzschen liegt westnordwestlich des Mügelner Stadtkerns an der ostwärts zur Elbe fließenden Döllnitz. Im südlichen Teil der Siedlung verläuft die Schmalspurbahn Mügeln–Neichen, die im Güterverkehr die benachbarten Kaolintagebaue erschloss.
Umliegende Ortschaften sind Crellenhain im Nordosten, Altmügeln im Osten, Mügeln im Südosten, Paschkowitz im Süden, Poppitz im Südwesten, Glossen im Westen und Schleben im Nordwesten. Zwischen Crellenhain und Nebitschen erhebt sich der 182 m hohe Zetzschlig, an dessen Ostseite der 2004 aufgeschlossene Kaolintagebau Schleben-Crellenhain ist.

## Geschichte
Nebitzschen wurde 1439 als Nebetzschin erstmals urkundlich erwähnt. Der Name ist sorbischen Ursprungs und kann als Ort des Nebych oder Nebyš gedeutet werden. Grundherrschaftlich unterstanden die wenigen Bauerngüter des Ortes dem Rittergut Schlatitz und den Ämtern Oschatz und Mügeln.
Nebitzschen erhielt 1888 eine Haltestelle an der Schmalspurbahn Mügeln–Neichen, die 1903 mit dem Bau der in Nebitzschen abzweigenden Industriebahn nach Kemmlitz und Kroptewitz zum Bahnhof mit fünf Gleisen ausgebaut wurde. Dort an der Straße zwischen Mügeln und Glossen entstand ein weiterer Ortsteil mit einigen Häusern und einem Gasthof. Neben der Landwirtschaft war eine Zeitlang auch der Abbau von Kaolin für das Colditzer Steingutwerk bedeutsam.
Am 1. Juli 1950 wurde die bis dahin eigenständige Gemeinde Seelitz eingegliedert.
1973 wurde Nebitzschen nach Glossen eingemeindet. Mit diesem kam Nebitzschen am 1. April 1993 zu Ablaß. Ab 1. Januar 1994 war Nebitzschen Teil der Gemeinde Sornzig-Ablaß, die am 1. Januar 2011 nach Mügeln eingemeindet wurde.